# Trophée de France 1991
 (signalé en juillet 2025).
Si vous disposez d'ouvrages ou d'articles de référence ou si vous connaissez des sites web de qualité traitant du thème abordé ici, merci de compléter l'article en donnant les références utiles à sa vérifiabilité et en les liant à la section « Notes et références ».
- Archive Wikiwix
- Bing
- Cairn
- DuckDuckGo
- E. Universalis
- Gallica
- Google
- G. Books
- G. News
- G. Scholar
- Persée
- Qwant
- (zh) Baidu
- (ru) Yandex
- (wd) trouver des œuvres sur Wikidata

Navigation
Édition précédente Édition suivante
Le Trophée de France est une compétition internationale de patinage artistique qui se déroule en France au cours de l'automne. Il accueille des patineurs amateurs de niveau senior dans quatre catégories: simple messieurs, simple dames, couple artistique et danse sur glace. En 1991 il s'appelait également Trophée Lalique.
Le cinquième Trophée de France est organisé du 8 au 11 novembre 1991 à la Halle olympique d'Albertville. Il est également l'événement test pour les compétitions de patinage artistique des Jeux olympiques d'hiver de 1992 qui auront lieu dans cette arène.

## Résultats

### Messieurs
| Rang | Nom                    | Pays             | Points | Prog. court | Prog. libre |
| ---- | ---------------------- | ---------------- | ------ | ----------- | ----------- |
| 1    | Kurt Browning          | Canada           | 3.0    | 2           | 2           |
| 2    | Vyacheslav Zahorodnyuk | Union soviétique | 3.5    | 1           | 3           |
| 3    | Aleksey Urmanov        | Russie           | 4.0    | 6           | 1           |
| 4    | Éric Millot            | France           | 6.5    | 5           | 4           |
| 5    | Paul Wylie             | États-Unis       | 6.5    | 3           | 5           |
| 6    | Grzegorz Filipowski    | Pologne          | 8.0    | 4           | 6           |
| 7    | Steven Cousins         | Royaume-Uni      | 11.0   | 8           | 7           |
| 8    | Masakazu Kagiyama      | Japon            | 12.5   | 9           | 8           |
| 9    | Nicolas Pétorin        | France           | 12.5   | 7           | 9           |
| 10   | Daniel Weiss           | Allemagne        | 15.0   | 10          | 10          |

### Dames
| Rang | Nom                | Pays             | Points | Prog. court | Prog. libre |
| ---- | ------------------ | ---------------- | ------ | ----------- | ----------- |
| 1    | Midori Ito         | Japon            | 2.0    | 2           | 1           |
| 2    | Kristi Yamaguchi   | États-Unis       | 2.5    | 1           | 2           |
| 3    | Nancy Kerrigan     | États-Unis       | 4.5    | 3           | 3           |
| 4    | Patricia Neske     | Allemagne        | 5.0    | 4           | 3           |
| 5    | Surya Bonaly       | France           | 7.5    | 5           | 5           |
| 6    | Lenka Kulovaná     | Tchécoslovaquie  | 9.5    | 7           | 6           |
| 7    | Julia Vorobieva    | Union soviétique | 12.0   | 10          | 7           |
| 8    | Nathalie Krieg     | Suisse           | 13.0   | 8           | 9           |
| 9    | Simone Lang        | Allemagne        | 13.0   | 6           | 10          |
| 10   | Laëtitia Hubert    | France           | 15.0   | 14          | 8           |
| 11   | Marie-Pierre Leray | France           | 17.5   | 13          | 11          |
| 12   | Sabine Contini     | Italie           | 17.5   | 11          | 12          |
| 13   | Cécile Tribolet    | France           | 17.5   | 9           | 13          |
| 14   | Lisa Sargeant      | Canada           | 21.0   | 12          | 15          |
| 15   | Anisette Torp-Lind | Danemark         | 21.5   | 15          | 14          |

### Couples
| Rang | Nom                                  | Pays             | Points | Prog. court | Prog. libre |
| ---- | ------------------------------------ | ---------------- | ------ | ----------- | ----------- |
| 1    | Natalia Mishkutenok / Artur Dmitriev | Union soviétique | 2.0    | 2           | 1           |
| 2    | Radka Kovaříková / René Novotný      | Tchécoslovaquie  | 3.5    | 3           | 2           |
| 3    | Elena Bechke / Denis Petrov          | Union soviétique | 3.5    | 1           | 3           |
| 4    | Calla Urbanski / Rocky Marval        | États-Unis       | 6.5    | 5           | 4           |
| 5    | Stacey Ball / Jean-Michel Bombardier | Canada           | 7.0    | 4           | 5           |
| 6    | Anuschka Gläser / Stefan Pfrengle    | Allemagne        | 9.0    | 6           | 6           |
| 7    | Rena Inoue / Tomoaki Koyama          | Japon            | 10.5   | 7           | 7           |
| 8    | Anna Tabacchi / Massimo Salvade      | Italie           | 12.0   | 8           | 8           |
| 9    | Line Haddad / Sylvain Privé          | France           | 13.5   | 9           | 9           |

### Danse sur glace
| Rang | Nom                                  | Pays             | Points | Danse imposée | Danse originale | Danse libre |
| ---- | ------------------------------------ | ---------------- | ------ | ------------- | --------------- | ----------- |
| 1    | Anzhelika Krylova / Vladimir Fedorov | Union soviétique | 2.0    | 1             | 1               | 1           |
| 2    | Dominique Yvon / Frédéric Palluel    | France           | 4.0    | 2             | 2               | 2           |
| 3    | Kateřina Mrázová / Martin Šimeček    | Tchécoslovaquie  | 7.0    | 4             | 4               | 3           |
| 4    | April Sargent / Russ Witherby        | États-Unis       | 7.0    | 3             | 3               | 4           |
| 5    | Jacqueline Petr / Mark Janoschak     | Canada           | 10.0   | 5             | 5               | 5           |
| 6    | Anna Croci / Luca Mantovani          | Italie           | 12.0   | 6             | 6               | 6           |
| 7    | Marina Morel / Gwendal Peizerat      | France           | 14.4   | 8             | 7               | 7           |
| 8    | Isabelle Sarech / Xavier Debernis    | France           | 15.6   | 7             | 8               | 8           |
| 9    | Ann Hall / Jason Blomfield           | Canada           | 18.0   | 9             | 9               | 9           |
| 10   | Kaoru Takino / Kenji Takino          | Japon            | 20.0   | 10            | 10              | 10          |
| 11   | Agniezka Domanska / Marcin Glowacki  | Pologne          | 22.0   | 11            | 11              | 11          |